# محمد رضا الكمالي
السيد محمد رضا بن أبي القاسم بن فتح الله بن نجم الدين الحسيني الكمالي الاسترآبادي الحلي (ت. 1346 هـ). هو رجل دين شيعي إيراني الأصل حيث ينتسب بالأصل إلى مدينة استرآباد المعروفة اليوم باسم گرگان؛ إلّا أنه سكن الحلة وتوفي بها.

## مؤلفاته
| - الصوارم الحاسمة في مصائب الزهراء فاطمة. - لوامع الدرر في منهج الحق والظفر. | - العقد الفريد في معرفة القراءة والتجويد. - نهاية الآمال. منظومة في الرجال. |

### كتب
- أعيان الشيعة. محسن الأمين، طبع بيروت - لبنان، تاريخ الطبع مفقود، منشورات دار التعارف.
- الذريعة إلى تصانيف الشيعة. آغا بزرگ الطهراني، طبع بيروت - لبنان، تاريخ الطبع مفقود، منشورات دار الأضواء.

### إشارات مرجعية
1. 1 2 3 4  
الأمين، محسن. أعيان الشيعة - ج9. ص. 282. مؤرشف من الأصل في 2019-12-13.
2. ↑  
الطهراني، آغا بزرگ. الذريعة إلى تصانيف الشيعة - ج15. ص. 92. مؤرشف من الأصل في 2019-12-16.
3. ↑  
الطهراني، آغا بزرگ. الذريعة إلى تصانيف الشيعة - ج18. ص. 366. مؤرشف من الأصل في 2019-12-16.
4. ↑  
الطهراني، آغا بزرگ. الذريعة إلى تصانيف الشيعة - ج15. ص. 294. مؤرشف من الأصل في 2019-12-16.